# Bälgkamera

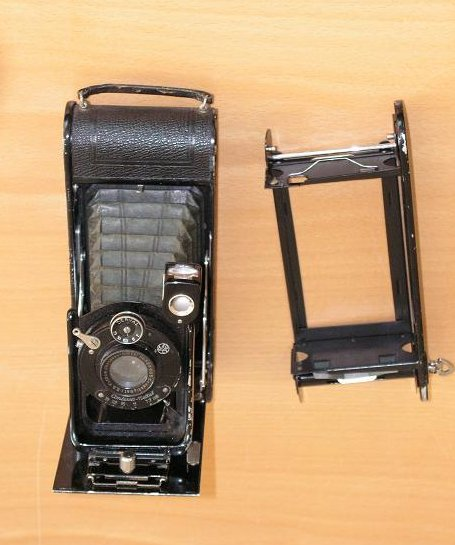
En bälgkamera 6X9 cm Contessa Nettel.

Bälgkamera är en typ av hopfällbar kamera som hade sin storhetstid från sekelskiftet till slutet av 1950-talet innan småbildskameran slog igenom.
Filmen var av 6 × 9 eller 6 × 6 cm (120 format). Linsen var av fast typ samt ljussvag och centralslutare var inbyggd. Negativen kontaktkopierades vanligen. Kameran var lätt att bära och kunde rymmas i en stor kavajficka. Den kallas även Den hopfällbara rullfilmskameran.
Exempel på modell var Zeiss Ikon super X Ikonta. Senare salufördes även småbildskameror enligt samma princip.
Konstruktionen är tämligen lik en storformatskamera av fälttyp som finns än idag. 